# Angela Melillo
Angela Melillo (Roma, 20 de junho de 1967) é uma atriz e bailarina italiana.

## Biografia
Nascida em 1967, começa sua carreira como bailarina, para chegar, nos anos 90 na televisão: em 1992 è com Teo Teocoli e Gene Gnocchi no programa Scherzi a parte, no canal Italia 1. Desde 1999 até 2001 è com Paolo Limiti no programa Alle due su Rai Uno.
Em 2004 participa ao reality show La Talpa. Em outubro 2016 atua na comédia teatral "Una fidanzata per papà" (Uma namorada por papai) com Sandra Milo, Savino Zaba, Stefano Antonucci.

## Filmografía

### Televisão
- La casa delle beffe 2000 - Miniserie TV - Canale 5
- La palestra 2003 - Film TV - Canale 5 - Valentina
- Il maresciallo Rocca 5 2005 - Serie TV, 2 capítulos - Rai 1 - Elena Neccini
- Sottocasa 2006 - Serie TV - Rai 1 - Tiziana Palme
- Don Matteo 2006 - Serie TV, 1 episodio - Rai 1 - Marina
- La figlia di Elisa - Ritorno a Rivombrosa 2007 - Miniserie TV, 8 episodios - Canale 5 - Princesa Luisa di Carignano

### Cinema
- Impotenti esistenziali, direção de Giuseppe Cirillo (2009)
- Al posto tuo, direção de Max Croci (2016)